# クルブーシャン・カルバンダー
クルブーシャン・カルバンダー（Kulbhushan Kharbanda、1944年10月21日 - ）は、インドのヒンディー語映画、パンジャーブ語映画で活動する俳優。1974年にサーイ・パランジパーイーの『Jadu Ka Shankh』で映画デビューする。代表的な作品としてマヘーシュ・バットの『Arth』『Ek Chadar Maili Si』、ディーパ・メータのエレメント三部作（『炎の二人』『Earth』『とらわれの水』）がある。

## キャリア
カルバンダーは大学時代の友人と共に劇団「アビヤーン」を結成し、1964年にジョイ・マイケルが結成したデリーの劇団「ヤートリク」に参加した。彼は劇団所属の俳優として収入を得るようになるが、数年後に「ヤートリク」は解散してしまう。1974年にコルカタに移住し、シャマナンド・ジャランの劇団に参加した。同劇団で活動した後にムンバイに移住して映画俳優の道に進む。
1975年にシャーム・ベネガルの『Nishant』に出演し、立て続けに『Manthan』『Bhumika』『Junoon』『Kalyug』に起用された。1977年にB・V・カラントの『Godhuli』に出演してからはパラレル映画の常連俳優になった。1980年にラメーシュ・シッピーの『Shaan』でシャカール役（『007シリーズ』のエルンスト・スタヴロ・ブロフェルドをモデルにしたキャラクター）を演じたことで知名度を上げ、『Ghayal』『Jo Jeeta Wohi Sikandar』『Gupt: The Hidden Truth』『デザート・フォース』『Yes Boss』『Refugee』などの主流映画に出演するようになった。その一方、『Chakra』『Arth』などの芸術映画への出演も続け、1984年にはブッダデーブ・ダースグプタのヒンディー語映画デビュー作『Andhi Gali』に出演した。パンジャーブ語映画にも出演しており、代表作には『Chann Pardesi』『Mahaul Theek Hai』がある。

## フィルモグラフィ
- Jadu Ka Shankh（1974年）
- Nishant（1975年）
- Manthan（1976年）
- Bhumika（1977年）
- Junoon（1978年）
- Solva Sawan（1979年）
- Shaan（1980年）
- Kalyug（1981年）
- Chann Pardesi（1981年）
- Nakhuda（1981年）
- Kalyug（1981年）
- Chakra（1981年）
- Silsila（1981年）
- Arth（1982年）
- Aparoopa（1982年）
- Shakti（1982年）
- Mandi（1983年）
- Ganga Meri Maa（1983年）
- Andhi Gali（1984年）
- Utsav（1984年）
- Ghulami（1985年）
- Ram Teri Ganga Maili（1985年）
- Trikal（1985年）
- New Delhi Times（1986年）
- Ek Chadar Maili Si（1986年）
- Uttar Dakshin（1987年）
- Susman（1987年）
- Waaris（1988年）
- Main Zinda Hoon（1988年）
- Veerana（1988年）
- Yateem（1988年）
- Ghayal（1990年）
- Pratibandh（1990年）
- 愛しのヘナ（1991年）
- Antarnaad（1991年）
- Bekhudi（1992年）
- Jo Jeeta Wohi Sikandar（1992年）
- Damini（1993年）
- Ek Hi Raasta（1993年）
- Shaktiman（1993年）
- Mahakaal（1994年）
- Mohra（1994年）
- Baazi（1995年）
- Naseem（1995年）
- Nirbhay（1996年）
- Loafer（1996年）
- デザート・フォース（英語版）（1997年）
- 炎の二人（1998年）
- Bulandi（2000年）
- Hera Pheri（2000年）
- Pukar（2000年）
- モンスーン・ウェディング（2001年）
- ラガーン（2001年）
- Basti（2003年）
- Pinjar（2003年）
- I Proud to Be an Indian（2004年）
- Garv: Pride & Honour（2004年）
- Agnipankh（2004年）
- Netaji Subhas Chandra Bose: The Forgotten Hero（2004年）
- Zameer: The Fire Within（2005年）
- とらわれの水（2005年）
- Fight Club – Members Only（2006年）
- ムンナー兄貴、ガンディーと出会う（英語版）（2006年）
- Umrao Jaan（2006年）
- Manorama Six Feet Under（2007年）
- EMI（2008年）
- Ek: The Power of One（2009年）
- Jodhaa Akbar（2008年）
- Ru Ba Ru（2008年）
- Aloo Chaat（2009年）
- Kurbaan（2009年）
- Khatta Meetha（2010年）
- Khushiyaan（2011年）
- Midnight's Children（2012年）
- Delhi in a Day（2012年）
- Saadi Love Story（2013年）
- Kirpaan: The Sword of Honour（2014年）
- Zed Plus（2014年）
- Haider（2014年）
- Brothers（2015年）
- Dictator（2016年）
- Azhar（2016年）
- Aatishbazi Ishq（2016年）
- Soorma（2018年）
- ミルザープル 〜抗争の街〜（英語版）（2018年）
- マニカルニカ ジャーンシーの女王（2019年）
- No Fathers in Kashmir（2019年）
- Khandaani Shafakhana（2019年）